# Cymatopus neocaledonicus
Cymatopus neocaledonicus är en tvåvingeart som beskrevs av Neal L. Evenhuis 2005. Cymatopus neocaledonicus ingår i släktet Cymatopus och familjen styltflugor.
Artens utbredningsområde är Nya Kaledonien. Inga underarter finns listade i Catalogue of Life.